# REPowerEU
REPowerEU — план Европейской комиссии по отказу от потребления российского ископаемого топлива до 2030 года в ответ на российское вторжение в Украину в 2022 году. В рамках плана намечено полностью прекратить импорт угля в ЕС из России с 10 августа 2022 г., нефти - с конца 2022 г., газа - сократить его в 3 раза к концу 2022 г.
Для намечаемой замены ископаемого топлива планом намечены мероприятия по экономии энергии, диверсификации источников энергии и широкому использованию возобновляемых источников энергии. В целях экономического стимулирования энергосбережения запланировано увеличить с 9% до 13% обязательный целевой показатель энергоэффективности и понизить ставки НДС на экономичные системы отопления, бытовые приборы и продукты, теплоизоляцию зданий, Диверсификации источников энергии намечено достичь увеличением объемов импорта СПГ и увеличением поставок трубопроводного газа, а в перспективе - зеленого водорода. Долю возобновляемых источников энергии в 2030 году намечено увеличить с 40% до 45%. 